# Comptonia peregrina
Comptonia peregrina là một loài thực vật có hoa trong họ Myricaceae. Loài này được (L.) Coult. mô tả khoa học đầu tiên năm 1894.

## Hình ảnh

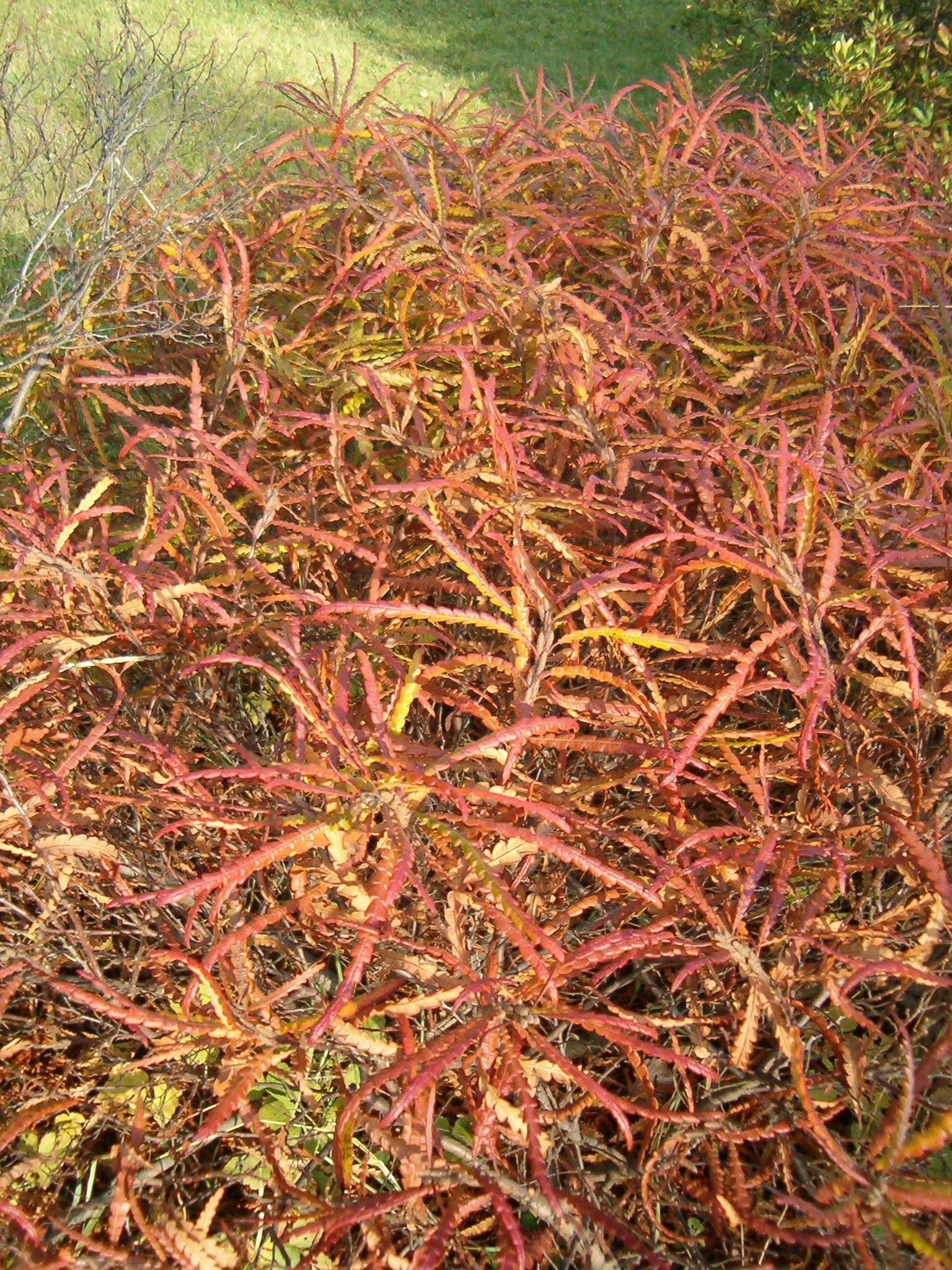
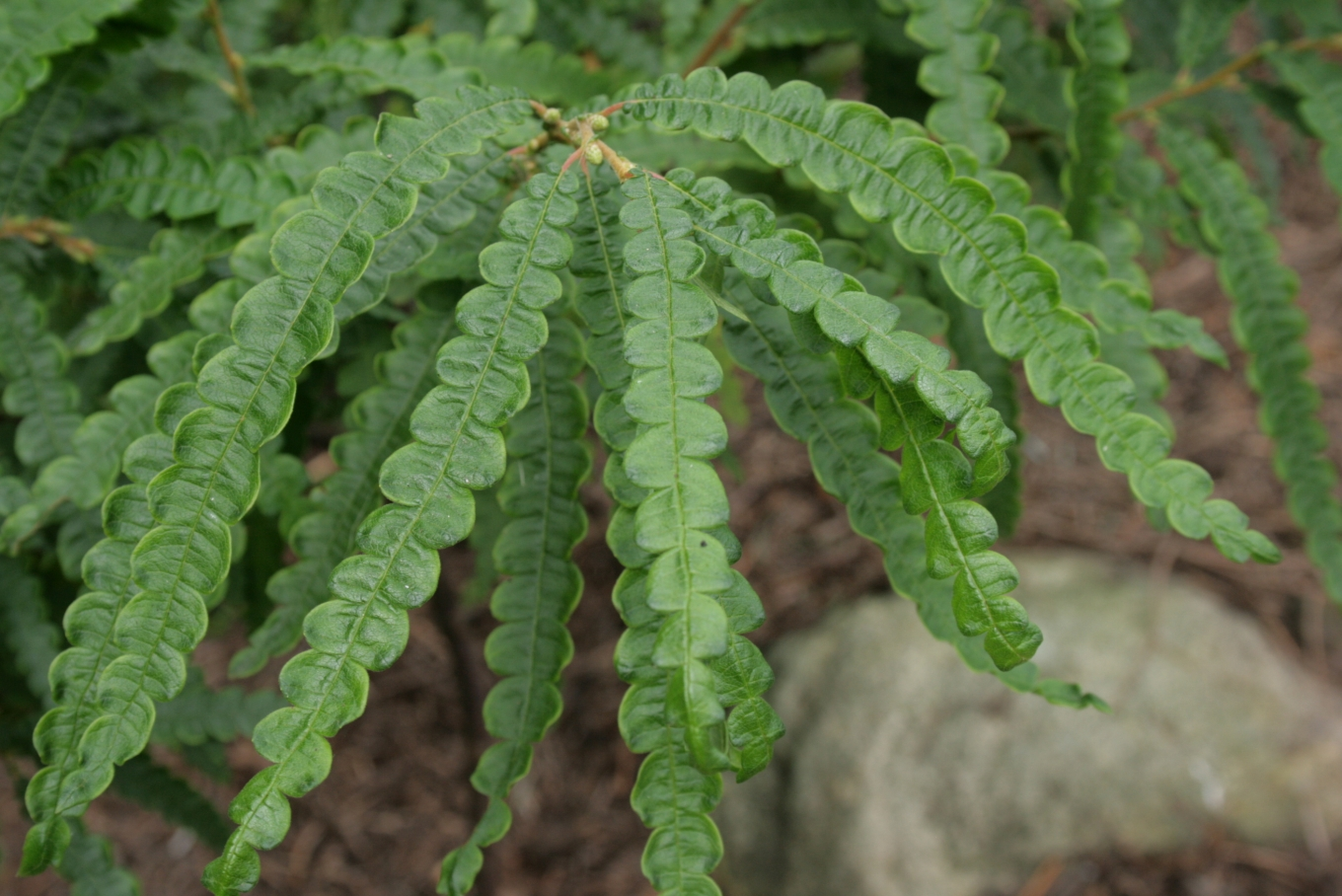
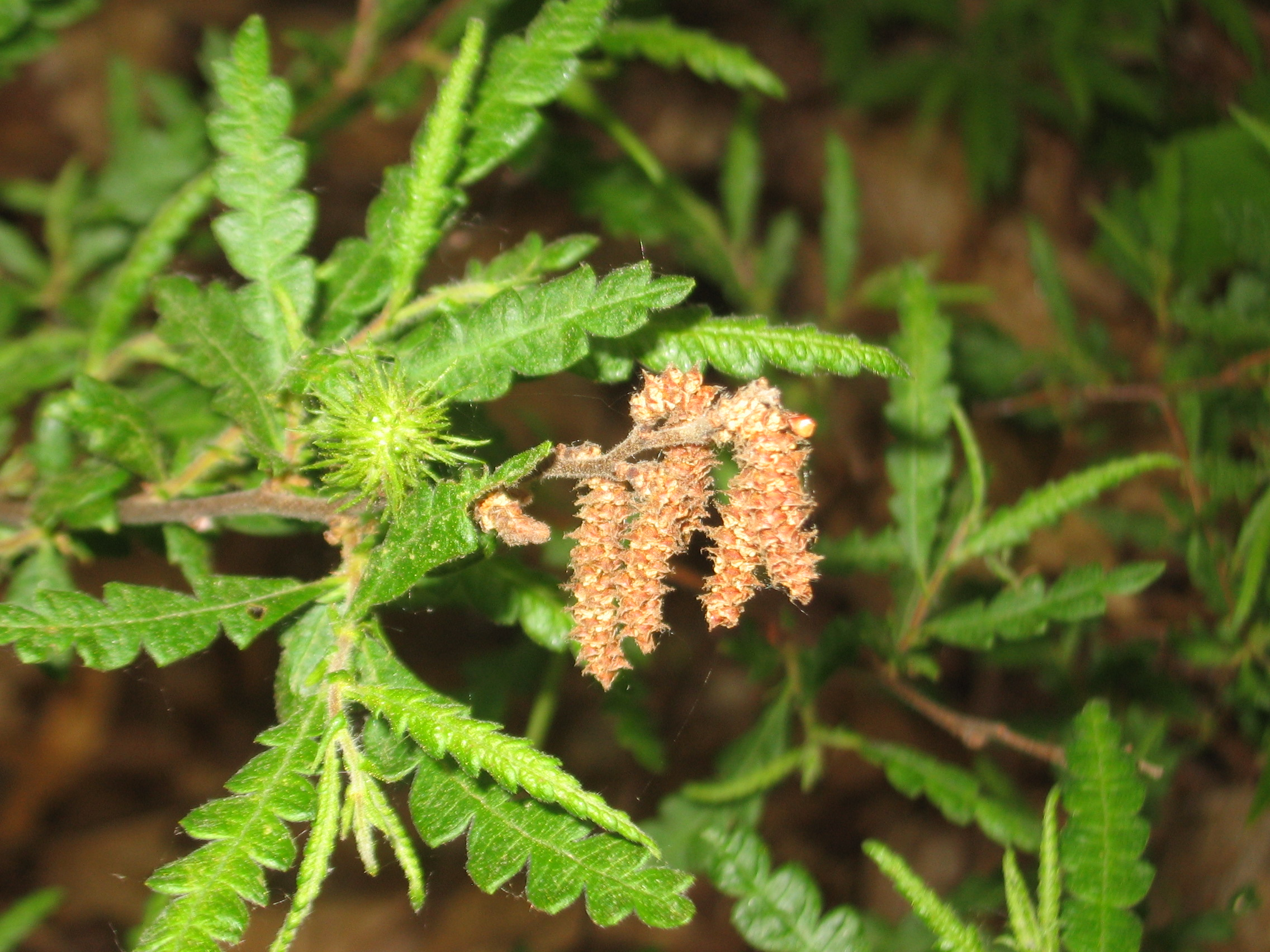
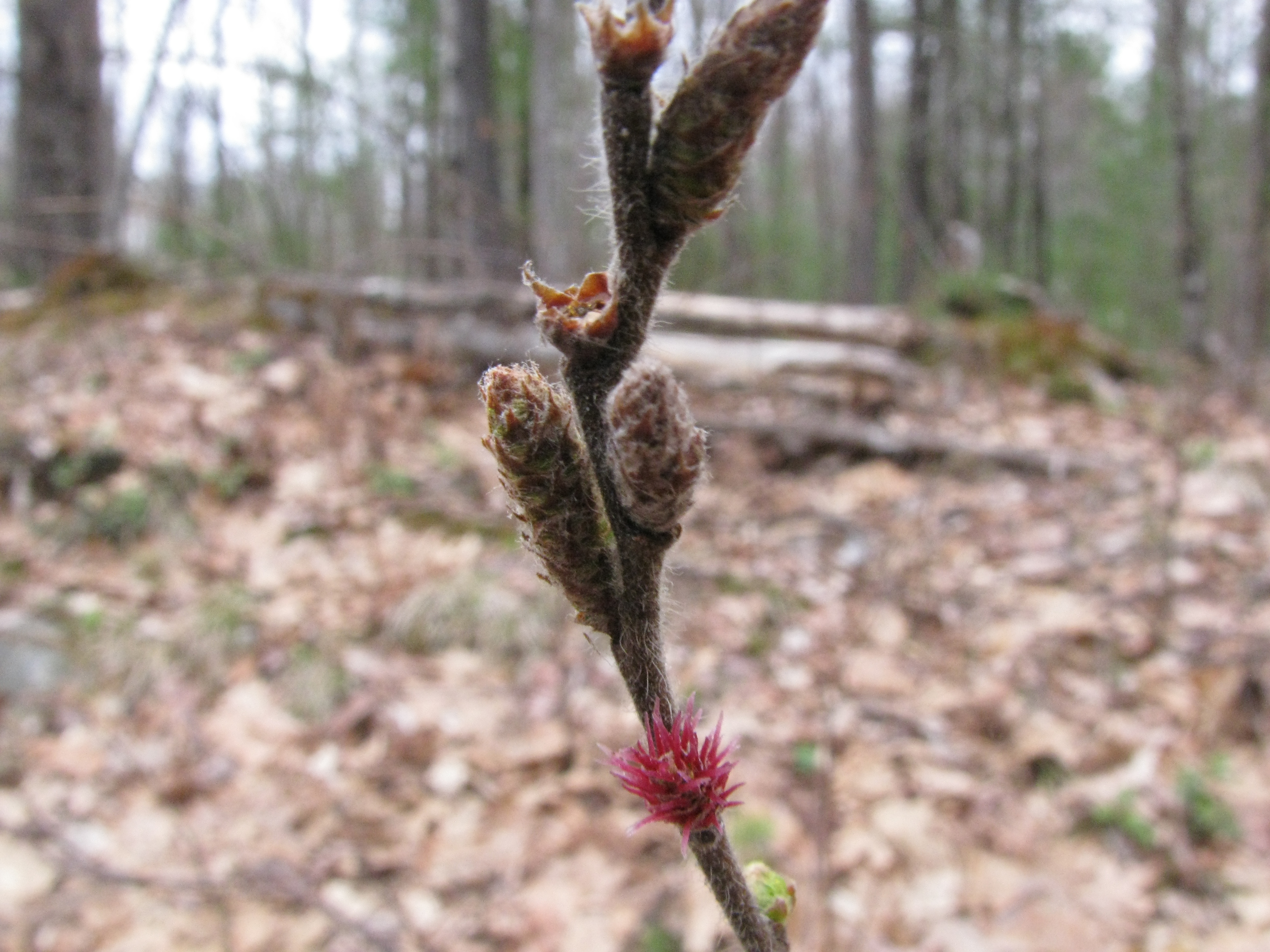